# Montségur-sur-Lauzon
Pour les articles homonymes, voir Montségur (homonymie) et Lauzon.
Montségur-sur-Lauzon est une commune française située dans le département de la Drôme, en région Auvergne-Rhône-Alpes.

## Géographie

### Localisation
La commune de Montségur est située dans la vallée du Rhône, à 9 km à l'est de Saint-Paul-Trois-Châteaux (chef-lieu de canton), à 9 km au sud de Grignan et à 17 km à l'est de Pierrelatte.

### Communes limitrophes
Les communes limitrophes sont La Baume-de-Transit, Chamaret, Chantemerle-lès-Grignan, Clansayes, Colonzelle, Solérieux et Richerenches.

### Relief et géologie
Sites particuliers :
- Combe d'Hugues ;
- Serre Blanc (152 m) ;
- Serre Curnier (180 m) ;
- Serreviau ;
- Pierre Rousse.

### Hydrographie
La commune est arrosée par les cours d'eau suivant :
- la Coronne est un ruisseau qui a sa source sur les confins de la commune de Saint-Pantaléon, traverse les communes de Valréas et de Richerenches (Vaucluse), et se jette dans le Lez, sur les limites de Montségur (Drôme), après un cours de 3,375 km dans la Drôme. En 1891, il avait une largeur moyenne de 20 m, une pente de 57 m, un débit ordinaire de 0,30 m3, extraordinaire de 25 m3[2] ;
- le Lauzon est un ruisseau affluent du fleuve Rhône. Il a sa source sur la commune. Il traverse les communes de Montségur, de Solérieux et de Saint-Restitut, puis entre dans le département du Vaucluse après un parcours de 7 km dans la Drôme. En 1891, il avait une largeur moyenne de 6,50 m, une pente totale de 67 m, un débit ordinaire de 74 m3. Il est attesté au XVIIIe siècle : Le Louson (carte de Cassini)[3] ;
- le Lez ;
- le ruisseau de Saint-Chande.

### Climat
Pour des articles plus généraux, voir Climat d'Auvergne-Rhône-Alpes et Climat de la Drôme.
En 2010, le climat de la commune est de type climat méditerranéen franc, selon une étude du CNRS s'appuyant sur une série de données couvrant la période 1971-2000. En 2020, Météo-France publie une typologie des climats de la France métropolitaine dans laquelle la commune est exposée à un climat méditerranéen et est dans la région climatique Provence, Languedoc-Roussillon, caractérisée par une pluviométrie faible en été, un très bon ensoleillement (2 600 h/an), un été chaud (21,5 °C), un air très sec en été, sec en toutes saisons, des vents forts (fréquence de 40 à 50 % de vents > 5 m/s) et peu de brouillards.
Pour la période 1971-2000, la température annuelle moyenne est de 13,4 °C, avec une amplitude thermique annuelle de 17,5 °C. Le cumul annuel moyen de précipitations est de 830 mm, avec 6,3 jours de précipitations en janvier et 3,5 jours en juillet. Pour la période 1991-2020, la température moyenne annuelle observée sur la station météorologique de Météo-France la plus proche, sur la commune de Visan à 9 km à vol d'oiseau, est de 14,2 °C et le cumul annuel moyen de précipitations est de 772,7 mm,. Pour l'avenir, les paramètres climatiques de la commune estimés pour 2050 selon différents scénarios d'émission de gaz à effet de serre sont consultables sur un site dédié publié par Météo-France en novembre 2022.

## Urbanisme

### Typologie
Au 1er janvier 2024, Montségur-sur-Lauzon est catégorisée bourg rural, selon la nouvelle grille communale de densité à 7 niveaux définie par l'Insee en 2022.
Elle est située hors unité urbaine. Par ailleurs la commune fait partie de l'aire d'attraction de Pierrelatte, dont elle est une commune de la couronne,. Cette aire, qui regroupe 17 communes, est catégorisée dans les aires de moins de 50 000 habitants,.

### Occupation des sols

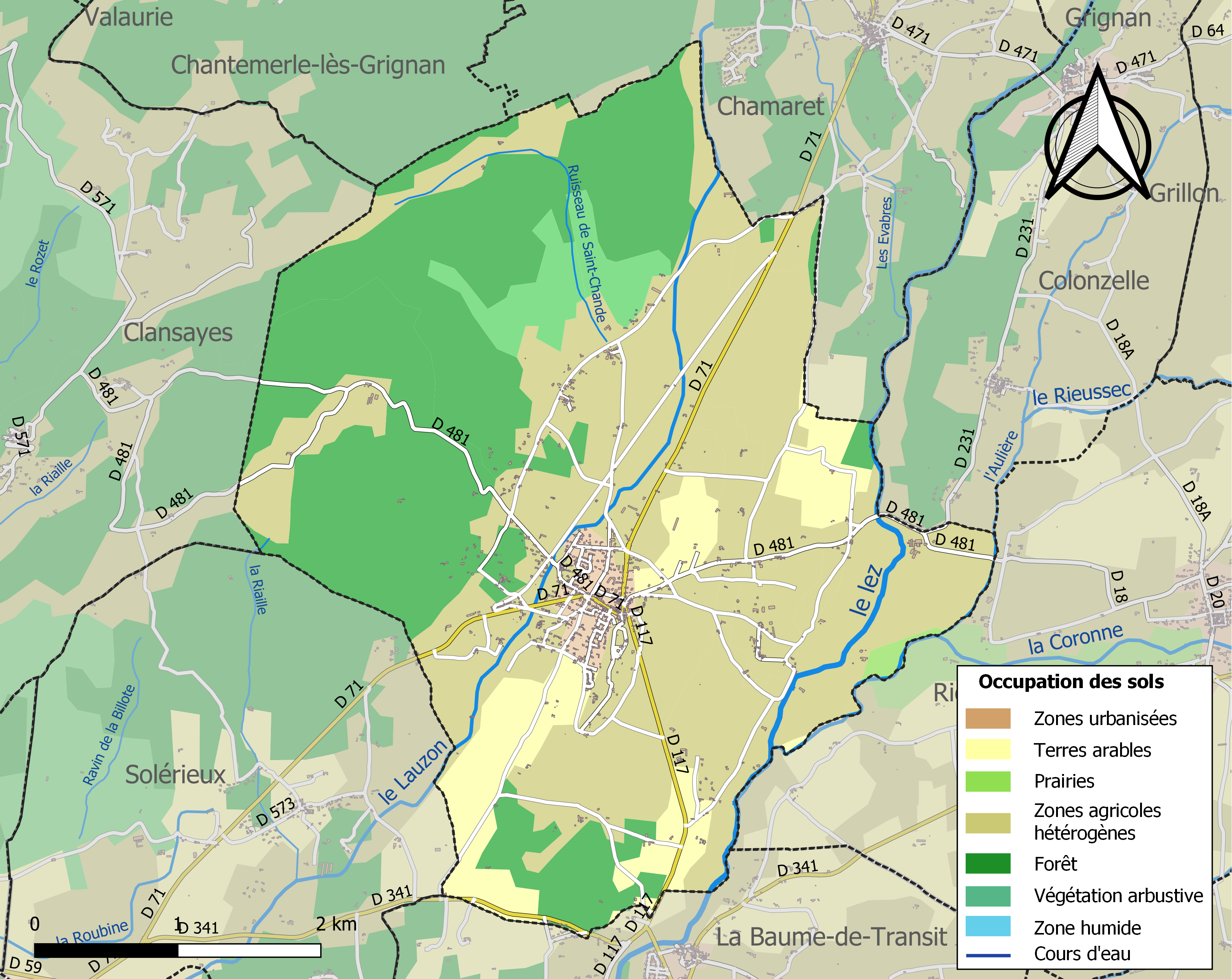
Carte des infrastructures et de l'occupation des sols de la commune en 2018 (CLC).

L'occupation des sols de la commune, telle qu'elle ressort de la base de données européenne d’occupation biophysique des sols Corine Land Cover (CLC), est marquée par l'importance des territoires agricoles (61,1 % en 2018), une proportion identique à celle de 1990 (61,1 %). La répartition détaillée en 2018 est la suivante : zones agricoles hétérogènes (51,4 %), forêts (33,5 %), cultures permanentes (9,2 %), milieux à végétation arbustive et/ou herbacée (3,6 %), zones urbanisées (1,8 %), prairies (0,4 %). L'évolution de l’occupation des sols de la commune et de ses infrastructures peut être observée sur les différentes représentations cartographiques du territoire : la carte de Cassini (XVIIIe siècle), la carte d'état-major (1820-1866) et les cartes ou photos aériennes de l'IGN pour la période actuelle (1950 à aujourd'hui).

### Quartiers, hameaux et lieux-dits
La commune compte les lieux-dits et hameaux suivants :
- Bavou
- Bès
- Brugier
- Chapelle Saint-Claude
- Chapelle Saint-Jean
- Charavan
- Chemin du Lèbre
- Combalou
- Couriol
- Crochet
- Fioc
- Foutrasse
- Fumas
- Gros
- Laboureau
- la Gare
- la Maçonette
- Lauzon
- le Jas
- le Moulin
- les Bas Barquets
- les Chamblas
- les Combes
- les Crozes
- les Daliers
- les Éverunnes
- les Fabrèges
- les Gironnes
- les Hauts Barquets
- les Jardins
- les Paluds
- les Plans
- l'Étang
- Malfanguet
- Meffre
- Mialouze
- Monet
- Montjoie
- Morelle
- Mourmeyras
- Plan Long
- Reboul
- Saint-Amand
- Saint-Chande
- Salomon
- Sérigoux

### Habitat et logement
En 2020, le nombre total de logements dans la commune était de 742, alors qu'il était de 679 en 2015 et de 592 en 2010.
Parmi ces logements, 81,3 % étaient des résidences principales, 11,2 % des résidences secondaires et 7,5 % des logements vacants. Ces logements étaient pour 80,9 % d'entre eux des maisons individuelles et pour 18 % des appartements.
Le tableau ci-dessous présente la typologie des logements à Montségur-sur-Lauzon en 2020 en comparaison avec celle du Drôme et de la France entière. Une caractéristique marquante du parc de logements est ainsi une proportion de résidences secondaires et logements occasionnels (11,2 %) supérieure à celle du département (8,1 %) et à celle de la France entière (9,7 %). Concernant le statut d'occupation de ces logements, 70,7 % des habitants de la commune sont propriétaires de leur logement (70,1 % en 2015), contre 62,1 % pour le Drôme et 57,5 pour la France entière.
| Typologie                                               | Montségur-sur-Lauzon | Drôme | France entière |
| ------------------------------------------------------- | -------------------- | ----- | -------------- |
| Résidences principales (en %)                           | 81,3                 | 83,4  | 82,1           |
| Résidences secondaires et logements occasionnels (en %) | 11,2                 | 8,1   | 9,7            |
| Logements vacants (en %)                                | 7,5                  | 8,5   | 8,2            |

### Voies de communication et transports
La commune est desservie par les routes départementales RD 71, RD 117 et RD 481.

### Risques
La commune de Montségur-sur-Lauzon a été touchée par des tremblements de terre d’intensité V-VI sur l’échelle MSK en 1772-1773 et 1934. L’essaim de séismes de 1772 commence en juin 1772 et est destructeur surtout à Clansayes. Il dure jusqu’en décembre 1773 et occasionne peu de dégâts à Montségur. En 1934, c’est un autre essaim qui commence le 1er mai et s’achève en décembre, avec peu de dégâts à Montségur.

## Toponymie
La localité a été attestée sous les noms suivants :
- 1276 : dominus Montisecuri (Bibl. nat., mss. fonds latin, 9239).
- 1357 : de Monte Securo (archives de la Drôme, E 3380).
- 1409 : locus Montis Securi (Long, notaire à Grignan).
- 1891 : Montségur, commune du canton de Grignan.

(non daté)[réf. nécessaire] : Montségur-sur-Lauzon.
La première partie du toponyme provient du latin mons « montagne, mont, élévation ».

## Histoire

### Du Moyen Âge à la Révolution
La seigneurie :
- Au point de vue féodal, Montségur était une terre (ou seigneurie) premièrement possédée par les princes d'Orange de la maison de Baux.
- 1253 : elle est hommagée aux comtes de Provence.
- 1297 : elle est hommagée aux papes [d'Avignon].
- La terre fait ensuite partie de la baronnie et comté de Grignan jusqu'à la Révolution.
- Cependant, en 1731, les Villardi de Quinson se qualifient de seigneurs de Montségur.

Les princes d'Orange de la maison des Baux font aveu du château au comte de Provence en 1253, puis au pape en 1297.
En 1728, la localité compte 146 familles.
Avant 1790, Montségur était une des terres adjacentes de Provence, formant une paroisse du diocèse de Saint-Paul-Trois-Châteaux, dont l'église, dédiée à saint Jean l'Évangéliste, dépendait depuis 1510 du chapitre de Grignan qui, en sa qualité de prieur de Saint-Amand (voir ce nom), était collateur et décimateur dans cette paroisse.

#### Saint-Amand
Ancien prieuré de l'ordre de Saint-Benoît, filiation de Cluny, uni au chapitre de Saint-Paul-Trois-Châteaux en 1404, derechef en 1515, et enfin au chapitre de Grignan qui, de ce chef, a été, jusqu'en 1790, collateur et décimateur dans les paroisses drômoises de Clansayes et de Montségur(Drôme), et dans celle vauclusienne de Grillon :.
- 998 : cella Sancti Amandi in Proventia (cartulaire de Cluny, 2466).
- 1323 : domus Sancti Amancii (Défin. de Cluny, LXXV).
- 1406 : ecclesia Sancti Amancii (archives de Grignan).
- XVIe siècle : prioratus Sancti Amanti Tricastinensis diocesis (pouillé gén.).
- XVIIIe siècle : Saint-Chamand (carte de Cassini).
- 1891 : Saint-Amand, ruines et quartier de la commune de Montségur.

### De la Révolution à nos jours
En 1790, la commune est comprise dans le canton de Suze-la-Rousse. La réorganisation de l'an VIII (1799-1800) la place dans le canton de Saint-Paul-Trois-Châteaux,).

## Politique et administration

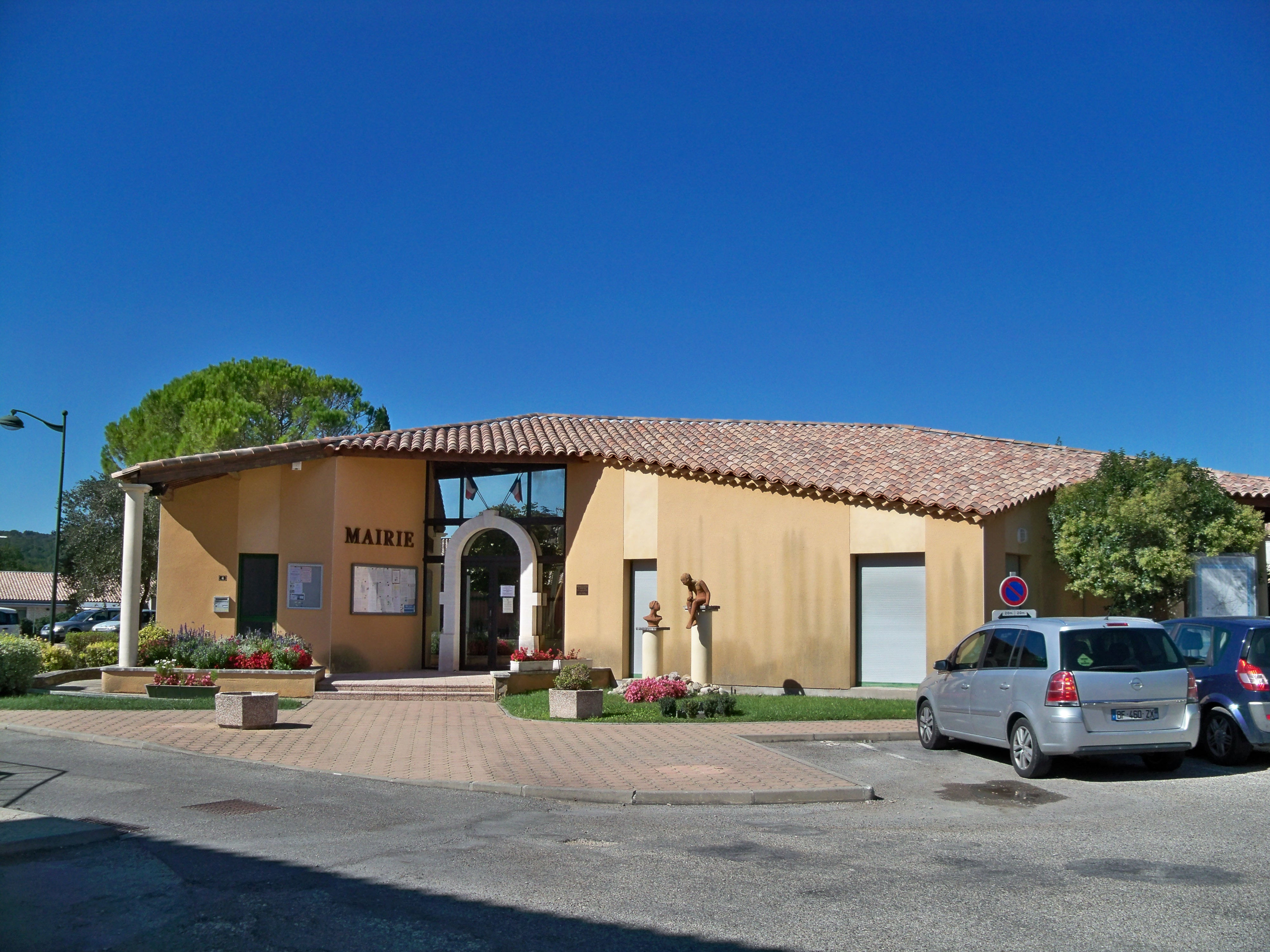
Mairie de Montségur-sur-Lauzon.

### Rattachements administratifs et électoraux

#### Rattachements administratifs
La commune se trouve depuis 1926 dans l'arrondissement de Nyons du département de la Drôme.
Elle faisait partie depuis 1801 du canton de Saint-Paul-Trois-Châteaux,. Dans le cadre du redécoupage cantonal de 2014 en France, cette circonscription administrative territoriale a disparu, et le canton n'est plus qu'une circonscription électorale

#### Rattachements électoraux
Pour les élections départementales, la commune fait partie depuis 2014 du  canton de Grignan.
Pour l'élection des députés, elle fait partie de la troisième circonscription de la Drôme.

### Intercommunalité
La commune était membre du SIVOM du Tricastin, établissement public de coopération intercommunale créé en 1964 et regroupant les dix communes de l'ancien canton de Saint-Paul-Trois-Châteaux.
Montségur-sur-Lauzon a rejoint la petite communauté de communes du Pays de Grignan le 1er janvier 2011, plus rurale et touristique que les communes de l'actuelle communauté de communes Drôme Sud Provence, formée notamment par les autres communes du SIVOM, majoritairement plus urbaine et bénéficiant de l'activité nucléaire du Tricastin.
Conformément aux prescriptions de la loi de réforme des collectivités territoriales du 16 décembre 2010, qui a prévu le renforcement et la simplification des intercommunalités et la constitution de structures intercommunales de grande taille, la communauté de communes du Pays de Grignan a fusionné avec la communauté de communes de l'Enclave des Papes pour former le 1er janvier 2014 la communauté de communes Enclave des Papes-Pays de Grignan, dont est désormais membre la commune.

### Tendance politique et résultats
La liste conduite par Sylvain Guillemat remporte les élections municipales de 2014 dans la Drôme au premier tour avec 63,49 % des voix, battant la liste conduite par le maire sortant, Jean-Jacques Rosier. Le taux de participation était de 83,06 %.
Au mois de juin 2017, a eu lieu une crise au sein du conseil municipal, entraînant onze démissions,,.

De nouvelles élections ont eu lieu le 23 juillet 2017. La liste conduite par Pascal Rouquette les a remportées avec 65,60 % des voix, battant la liste conduite par le maire sortant Sylvain Guillemat.
Lors des élections municipales de 2020 dans la Drôme, la liste conduite par Yves Feydi est la seule candidate et remporte donc la totalité des 406 suffrages exprimés. Elle est élue en totalité et deux de ses membres sont également conseillers municipaux, lors d'un scrutin marqué par la pandémie de Covid-19 en France où 54,86 % des électeurs se sont abstenus et 16,81 % des votants ont choisi un bulletin blanc ou nul.

### Administration municipale
Compte tenu de la population de la commune, son conseil municipal est constitué de quinze conseillers municipaux, y compris le maire et ses adjoints

### Liste des maires
| Période       | Période                      | Identité            | Étiquette | Qualité                                                                                 |
| ------------- | ---------------------------- | ------------------- | --------- | --------------------------------------------------------------------------------------- |
|               |                              |                     |           |                                                                                         |
|               | 2000                         | Albert Bertrand,    |           |                                                                                         |
| 2000          | 2014                         | Jean-Jacques Rosier | PS        |                                                                                         |
| 2014          | juillet 2017                 | Sylvain Guillemat   | LREM      | Mandat écourté par la démission d'une partie du conseil municipal[précision nécessaire] |
| juillet 2017, | mai 2020                     | Pascal Rouquette    | SE        | Cadre chez AREVA Vice-président de la CC Enclave des Papes-Pays de Grignan (2017-2020)  |
| mai 2020      | En cours (au 3 juillet 2023) | Yves Feydy          | DVD       | agriculteur                                                                             |

## Population et société

### Démographie
L'évolution du nombre d'habitants est connue à travers les recensements de la population effectués dans la commune depuis 1793. Pour les communes de moins de 10 000 habitants, une enquête de recensement portant sur toute la population est réalisée tous les cinq ans, les populations de référence des années intermédiaires étant quant à elles estimées par interpolation ou extrapolation. Pour la commune, le premier recensement exhaustif entrant dans le cadre du nouveau dispositif a été réalisé en 2004.

En 2022, la commune comptait 1 371 habitants, en évolution de +6,2 % par rapport à 2016 (Drôme : +2,64 %, France hors Mayotte : +2,11 %).
| 1793 | 1800 | 1806 | 1821 | 1831 | 1836  | 1841  | 1846 | 1851  |
| ---- | ---- | ---- | ---- | ---- | ----- | ----- | ---- | ----- |
| 760  | 614  | 760  | 917  | 960  | 1 017 | 1 030 | 983  | 1 034 |

| 1856  | 1861 | 1866  | 1872 | 1876 | 1881 | 1886 | 1891 | 1896 |
| ----- | ---- | ----- | ---- | ---- | ---- | ---- | ---- | ---- |
| 1 021 | 989  | 1 020 | 965  | 927  | 890  | 870  | 840  | 909  |

| 1901 | 1906 | 1911 | 1921 | 1926 | 1931 | 1936 | 1946 | 1954 |
| ---- | ---- | ---- | ---- | ---- | ---- | ---- | ---- | ---- |
| 814  | 835  | 842  | 669  | 642  | 610  | 602  | 586  | 636  |

| 1962 | 1968 | 1975 | 1982 | 1990 | 1999  | 2004  | 2006  | 2009  |
| ---- | ---- | ---- | ---- | ---- | ----- | ----- | ----- | ----- |
| 634  | 654  | 767  | 925  | 987  | 1 029 | 1 048 | 1 146 | 1 152 |

| 2014  | 2019  | 2022  | - | - | - | - | - | - |
| ----- | ----- | ----- | - | - | - | - | - | - |
| 1 259 | 1 348 | 1 371 | - | - | - | - | - | - |

### Manifestations culturelles et festivités
- Fête patronale : le 6 mai ou le dimanche suivant[39].
- Fête communale : fin octobre[39].

## Économie

### Agriculture
En 1992 : vignes (vins AOC coteaux du Tricastin), vergers, ovins, truffes (capitale de la truffe du Tricastin, syndicat).
- Foire : le jeudi avant ou après le 9 mai[39].
- Marché (truffes) : le jeudi de novembre à avril[39].

La zone de production des vins AOC coteaux du Tricastin a été rebaptisée grignan-les-adhémar en 2010.

### Industrie
Les Papeteries de Montségur produisent du papier mousseline aux couleurs chatoyantes pour garnir les emballages de prestige des grandes marques comme Dior, Longchamp, Louis Vuitton et Timberland, mais aussi les fleuristes, les domaines de grands vins, les artistes et les écoles d'art[réf. nécessaire].

## Culture locale et patrimoine

### Lieux et monuments

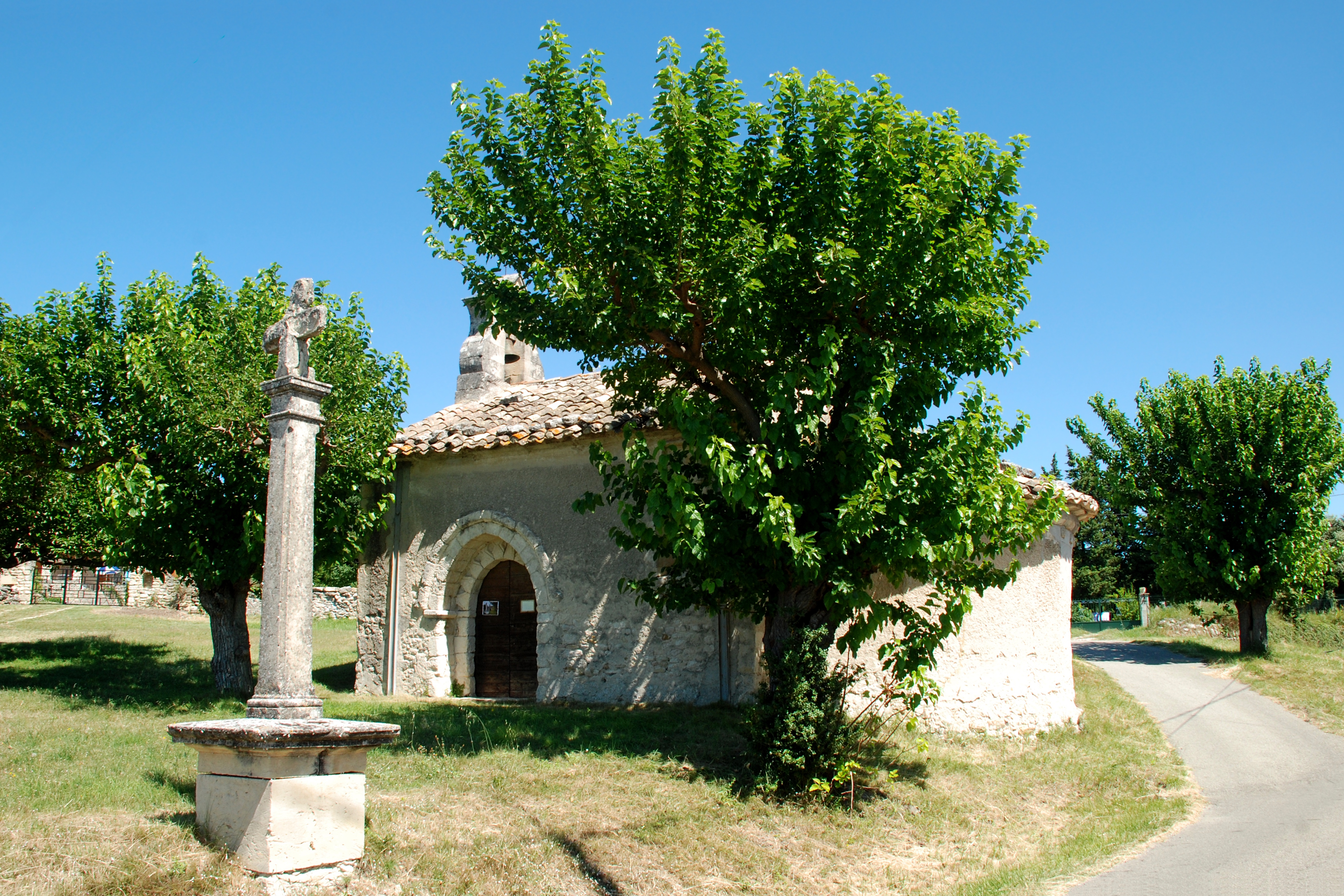
La chapelle des Barquets.

- Vestiges du château et des remparts[39].

Selon le roman d'Alexandre Mazas, repris par le conteur G. Lenotre, Lucie de Pracontal y serait morte en 1715 dans une pièce secrète, le jour de son mariage, lors d'une partie de cache-cache qui se serait terminée tragiquement.
- Vieux village ruiné, perché sur un piton[39].

Le village fortifié a été déserté au XIXe siècle[réf. nécessaire].
- Vestiges d'un monastère clunisien[39].
- Le village possède cinq chapelles :
  - Église ruinée du vieux bourg : clocher d'allure mauresque[39] ;
  - chapelle Saint-Jean (XIIe siècle) remaniée : pèlerinage[39]. Chaque année, début mai, une procession est organisée en honneur de saint Jean[réf. nécessaire] ;
  - chapelle Notre-Dame-des-Barquets (XIIe siècle) remaniée[39] ;
  - chapelle Saint-Félix (inscrite au titre des monuments historiques[43]) ;
  - chapelle Saint-Claude[réf. nécessaire].
- Église Saint-Jean-devant-la-Porte-Latine de Montségur-sur-Lauzon de style néo-roman (XXe siècle)[39].
- La place Véran-Molinas, l'ancienne mairie et la fontaine ont été restaurées et inaugurées le 2 octobre 2010[réf. nécessaire].
- Grotte[1].

### Personnalités liées à la commune
- Joseph Maugard, (1913-1995) : Compagnon de la Libération, mort à Montségur-sur-Lauzon.
- Michel Rodde (1913-2009) : artiste peintre ayant vécu et exercé son art à Montségur-sur-Lauzon[44].

### Héraldique, logotype et devise
| Blason de Montségur-sur-Lauzon | Blason  | Parti : au 1er d'or à trois bandes d'azur, au 2d coupé au I de sable à un lion d'or accompagnée au canton dextre du chef de trois mouchetures d'hermine d'argent, au II de sable à la croix d'or cantonnée de quatre roses de gueules, boutonnées d'or et pointées de sinople. |
| Blason de Montségur-sur-Lauzon | Détails | La municipalité utilise sur ses plaques de rue un blason alternatif entourant la partition et l'écu d'une filière de sinople, qui n'a pas cours sur le blason réel[réf. nécessaire].                                                                                           |